# Série 1500 da CP
A Série 1500 refere-se a uma família de locomotivas a tracção diesel-eléctrica e de bitola ibérica, que esteve ao serviço da Companhia dos Caminhos de Ferro Portugueses, e da sua sucessora, os Caminhos de Ferro Portugueses, tendo algumas unidades sido vendidas às operadoras de construção Fergrupo, Neopul, Ferrovias,  e SOMAFEL.

## Caracterização
Esta série era composta por doze locomotivas de serviço de linha, a tracção diesel-eléctrica. Foram baseadas no tipo RSC-2 da American Locomotive Company (ALCO). Os motores a gasóleo foram fabricados pela ALCO, e os motores de tracção foram produzidos pela General Electric. Circulavam sobre bitola ibérica, com uns rodados na disposição A1A - A1A. Cada locomotiva podia atingir uma velocidade máxima de 120 Km/h. Originalmente, dispunham de uma potência nominal de 1500 Cv, tendo sido remotorizadas na década de 1970, de forma a atingirem os 1730 Cv, potência idêntica à das suas congéneres da Série 1520. A remodelação nos anos 70 também incluiu a remoção de uma caldeira vertical para aquecimento do comboio.
Originalmente integradas na Série DE101-106, foram classificadas na Série 1500 (1501-1512) em 1952.

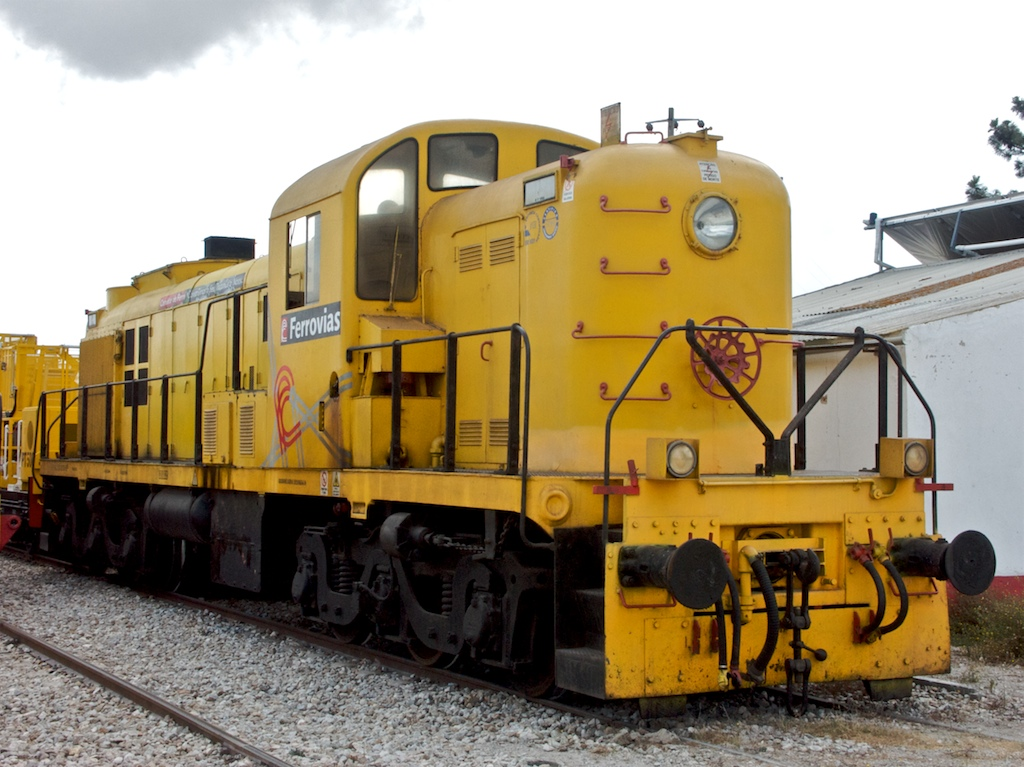
Antiga locomotiva 1512 na Plataforma Logística do Poceirão, com o esquema de pintura da operadora Ferrovias.

## História

### Antecedentes e fabrico
Após o final da Segunda Guerra Mundial, a Companhia dos Caminhos de Ferro Portugueses teve grandes dificuldades em abastecer a sua frota de locomotivas a vapor, devido à grande escassez de carvão que se fez sentir naquela altura, pelo que começou a ponderar a aquisição de material circulante que utilizasse meios de locomoção alternativos. Por outro lado, verificou-se necessário modernizar o parque de material, de forma a aumentar as possibilidades de exploração, e melhorar os serviços, garantindo desta forma uma melhor capacidade de resposta à ameaça do transporte rodoviário, que, nos últimos anos, tinha-se desenvolvido consideravelmente no país. Para fazer face a estes problemas, o governo português lançou o Plano de Reequipamento, no sentido de adquirir material circulante, especialmente locomotivas que utilizassem fontes alternativas de combustível, com destaque para o gasóleo. Este programa utilizava parte dos fundos destinados a Portugal, no âmbito do Plano Marshall. Uma vez que a indústria europeia não tinha capacidade para o fabrico de locomotivas a gasóleo, foram encomendadas doze locomotivas de linha à empresa American Locomotive Company, iguais às que já circulavam em território americano. Metade da encomenda foi feita pelo governo, estando por isso destinadas à antiga rede estatal do Sul e Sueste e do Minho e Douro. Cada locomotiva custou cerca de quatro milhões de escudos, aos preços da época.

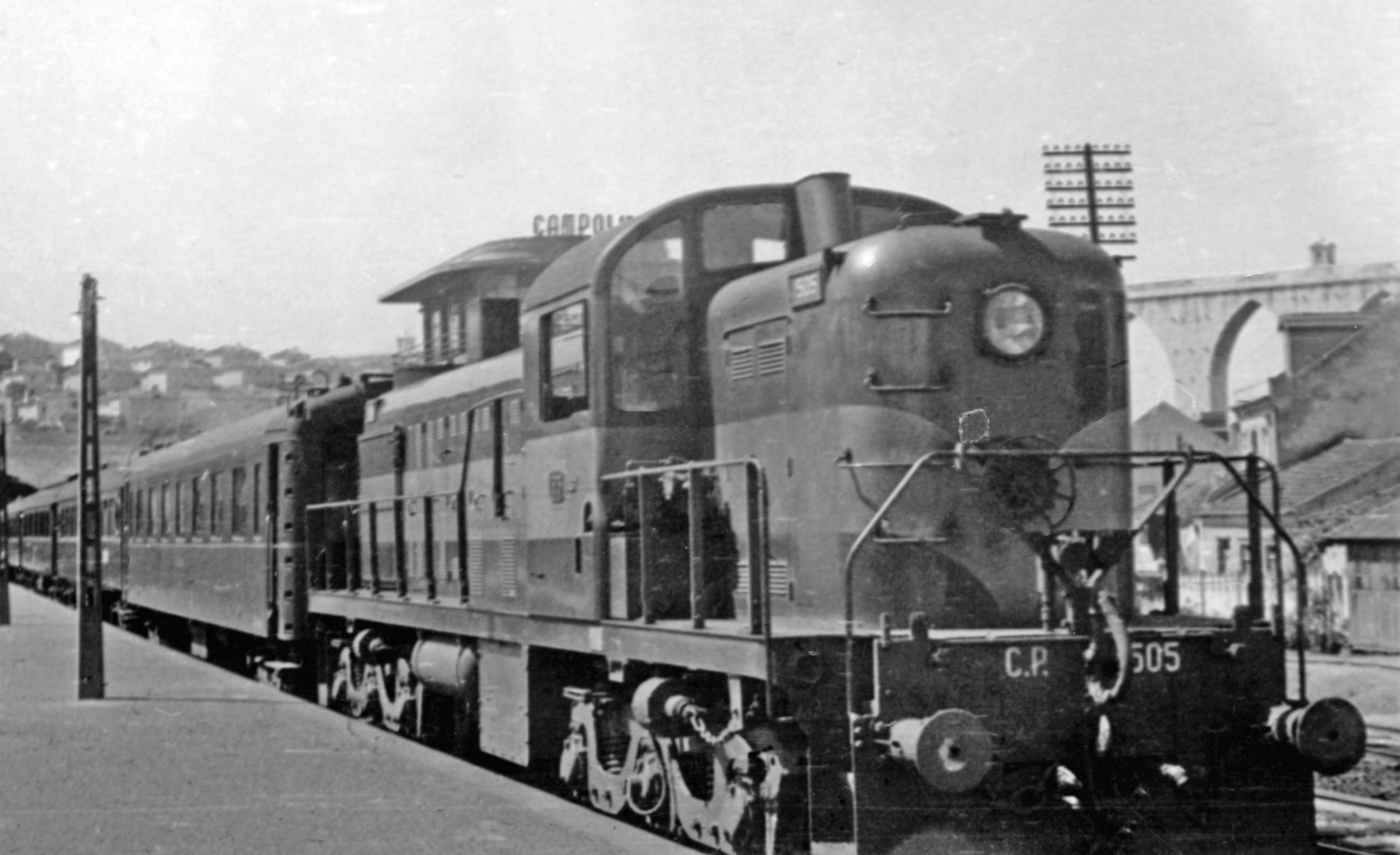
Locomotiva 1505 com um comboio expresso em Campolide, em 1956.

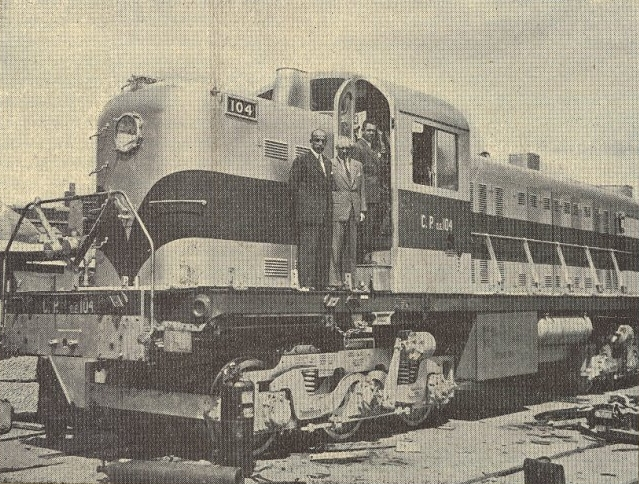
Locomotiva 104, após a sua chegada ao Porto de Lisboa, em Setembro de 1948.

### Carreira ao serviço dos Caminhos de Ferro Portugueses
Em 16 de Setembro de 1948, já tinham chegado as primeiras quatro locomotivas, transportadas pelo cargueiro Mossâmedes. Alguns dias antes, outras quatro locomotivas tinham embarcado em Filadélfia no navio Amarante, e previa-se o embarque das restantes locomotivas no dia 25, para o navio São Tomé, que já tinha chegado no dia 16 de Outubro. A primeira locomotiva a chegar foi a n.º 104. Após o desembarque, no Entreposto de Santa Apolónia, o engenheiro Roberto de Espregueira Mendes explicou aos jornalistas no local as características das novas locomotivas.
Foram as primeiras locomotivas diesel - eléctricas de via larga na Península Ibérica, e as segundas deste tipo em Portugal, após a Lydia, uma locomotiva experimental da Companhia Nacional de Caminhos de Ferro que operou na Linha do Tua, de via estreita. Uma vez que foram as primeiras locomotivas deste tipo no país, a Companhia dos Caminhos de Ferro Portugueses enviou uma comissão aos Estados Unidos, para supervisionar o fabrico, receber cursos de especialização e visitar as oficinas, com o fim de estabelecer um serviço dedicado ao material a gasóleo em Portugal. Esta comissão era formada pelos engenheiros João Monteiro e António Fragoso, os contramestes Castanheira Barreiros e Carvalho Araújo, e o inspector Mendes da Silva, e permaneceu em território americano durante cerca de quatro meses. Após a sua montagem, previa-se que fossem submetidas a várias experiências, e empregues em comboios de mercadorias para a instrução do pessoal, e só em finais de Outubro é que deveriam começar a rebocar comboios de passageiros, nas linhas principais.
Assim, a CP começou a fazer as experiências na Linha do Norte, com viagens de Lisboa ao Entroncamento e ao Porto, tendo a locomotiva 101 rebocado, durante a primeira viagem experimental, um comboio de mercadorias com 600 T. Na segunda viagem, realizada no dia 4 de Outubro, a mesma locomotiva traccionou uma composição de oito carruagens de fabrico suíço e americano, com peso total de 245 T, com vários convidados a bordo, incluindo o director geral da CP, Roberto de Espregueira Mendes, o chefe do serviço de turismo e publicidade, António Montês, o representante da American Locomotive Company, Santos Mendonça, e o representante da General Electric, Pablus Raimundus. O condutor da locomotiva foi o chefe do Serviço de Material e Tracção, Vasco Viana. O comboio saiu de Entrecampos às 8 horas e 40 minutos, tendo demorado uma hora e dez minutos até ao Entroncamento, uma hora e 29 minutos até Coimbra, três horas e nove minutos até Aveiro, e três horas e 56 minutos até Vila Nova de Gaia, um tempo considerado recorde. A primeira paragem foi feita em Alfarelos, tendo deixado pela primeira vez de ser necessário o abastecimento de água em Albergaria dos Doze, como era acontecia com as locomotivas a vapor que faziam aquele percurso. Embora não fossem mais céleres do que as locomotivas a vapor que iriam substituir, permitiam uma travagem e aceleração mais rápidas, o que reduziu substancialmente o tempo de viagem.
Quando entraram oficialmente ao serviço, tomaram os comboios de passageiros mais importantes na Linha do Norte, substituindo as locomotivas da Série 501 a 508, e devido à sua operacionalidade e potência, as locomotivas da Série DE101-106 também foram recrutadas para o transporte de mercadorias nesta Linha. Com a sua entrada em serviço, deixou de ser necessário o reforço de tracção na rampa de Albergaria. No entanto, não podiam atravessar o Túnel do Rossio, pelo que só circulavam até ao Rego, sendo o resto do percurso até à Estação do Rossio assegurado pelas locomotivas a vapor da Série 500. Devido ao seu elevado peso por eixo, também não podiam utilizar a Ponte D. Maria Pia, nem circular na Linha da Beira Baixa. Em 1951, entraram ao serviço as locomotivas da Série 1520, para reforçarem a Série 1500.
Como estava originalmente previsto, foram relegadas, com a electrificação da Linha do Norte, para as Linhas do Sul e do Oeste. Esta série também prestou serviços na Linha da Beira Alta, tendo sido necessária a substituição de algumas pontes nesta linha para permitir a sua circulação. Com a introdução da Série 1400, toda a série foi gradualmente transferida para a região Sul, ficando afecta às Oficinas do Barreiro, tendo passado a assegurar todos os tipos de serviços, como comboios rápidos de passageiros, tranvias, e comboios pesados de minério. Por exemplo, rebocaram, junto com as locomotivas da Série 1520, os serviços de transporte de gasóleo de Sines para a Central Termoeléctrica de Tunes, na década de 1980. As locomotivas desta série também fizeram, em substituição da Série 1300, a tracção do comboio Especial de Fim-de-semana, que ligava Lagos ao Barreiro, mas devido às restrições de peso da Ponte Ferroviária de Portimão, só asseguravam a ligação entre Tunes e o Barreiro, sendo o resto da viagem feito pelas locomotivas da Série 1200. Os últimos serviços a serem rebocados de forma titular pelas séries 1500 e 1520 foram os comboios de passageiros nocturnos entre Vila Real de Santo António e o Barreiro. Estas locomotivas eram consideradas mais cómodas pelos serviços de passageiros, especialmente devido à menor emissão de fumos.

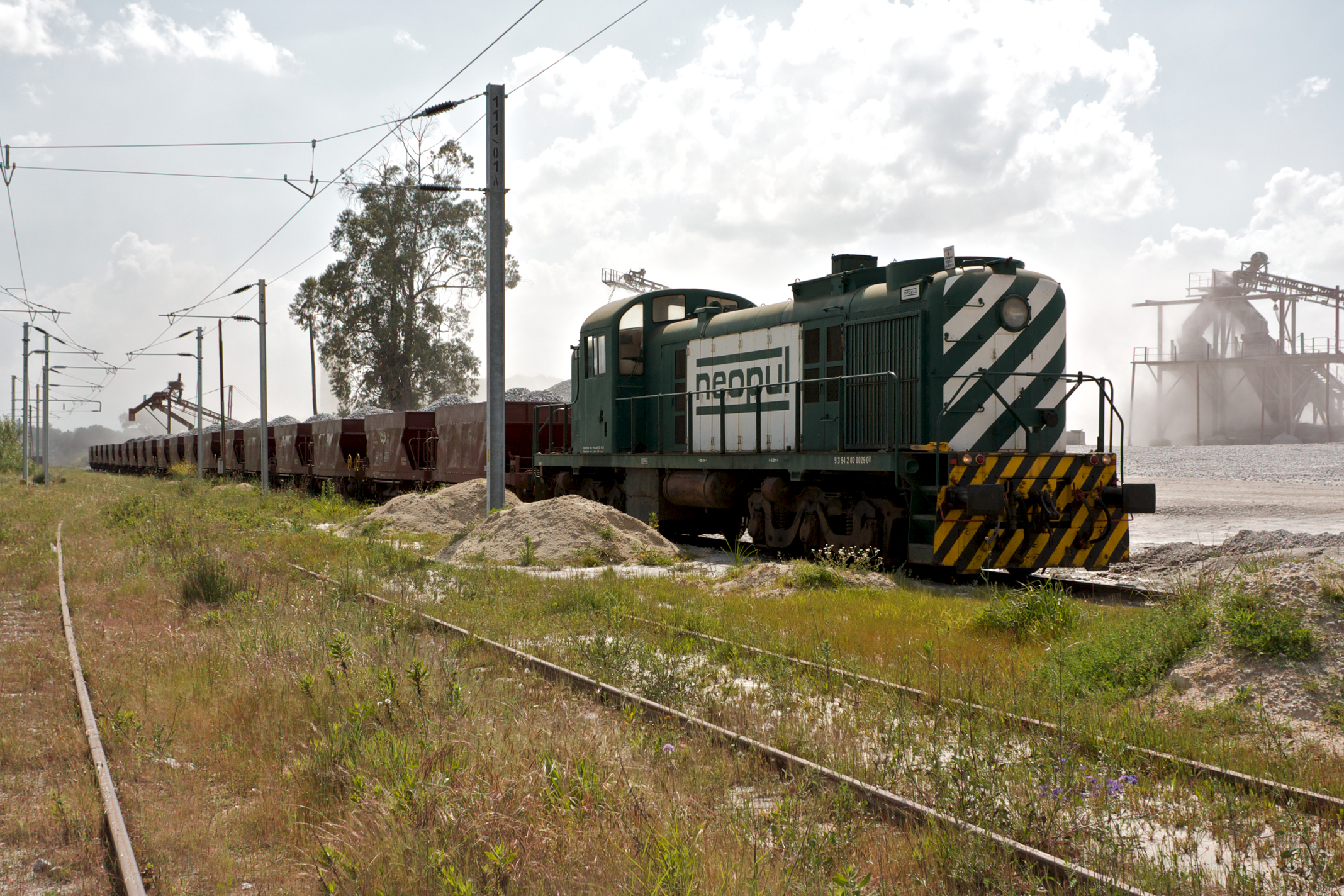
Antiga locomotiva nº 1502, com o esquema de cores da Neopul, na Estação Ferroviária de Monte das Flores.

### Transição para outras empresas ferroviárias
Em finais de 2000, apenas se encontravam ao serviço as locomotivas com as numerações 1501, 1505, 1510, tendo a 1502 sido vendida à empresa Ferrovias, a 1507 à FERGRUPO, e a 1511 à SOMAFEL. As unidades restantes foram abatidas ao serviço e parqueadas junto às instalações do Grupo Oficinal do Barreiro, para fornecer peças às suas congéneres ainda em circulação. As unidades 1501 e 1510 estavam disponíveis para rebocar composições especiais, Regionais e InterRegionais, no caso das locomotivas das séries 1400 e 1930 não se encontrarem disponíveis. As últimas locomotivas foram abatidas ao serviço dos Caminhos de Ferro Portugueses nos inícios de 2002, tendo a número 1501 sido decorada no Barreiro com o seu esquema de pintura original, e exposta no Museu Nacional Ferroviário, no Entroncamento.

## Ficha técnica
- Informações diversas

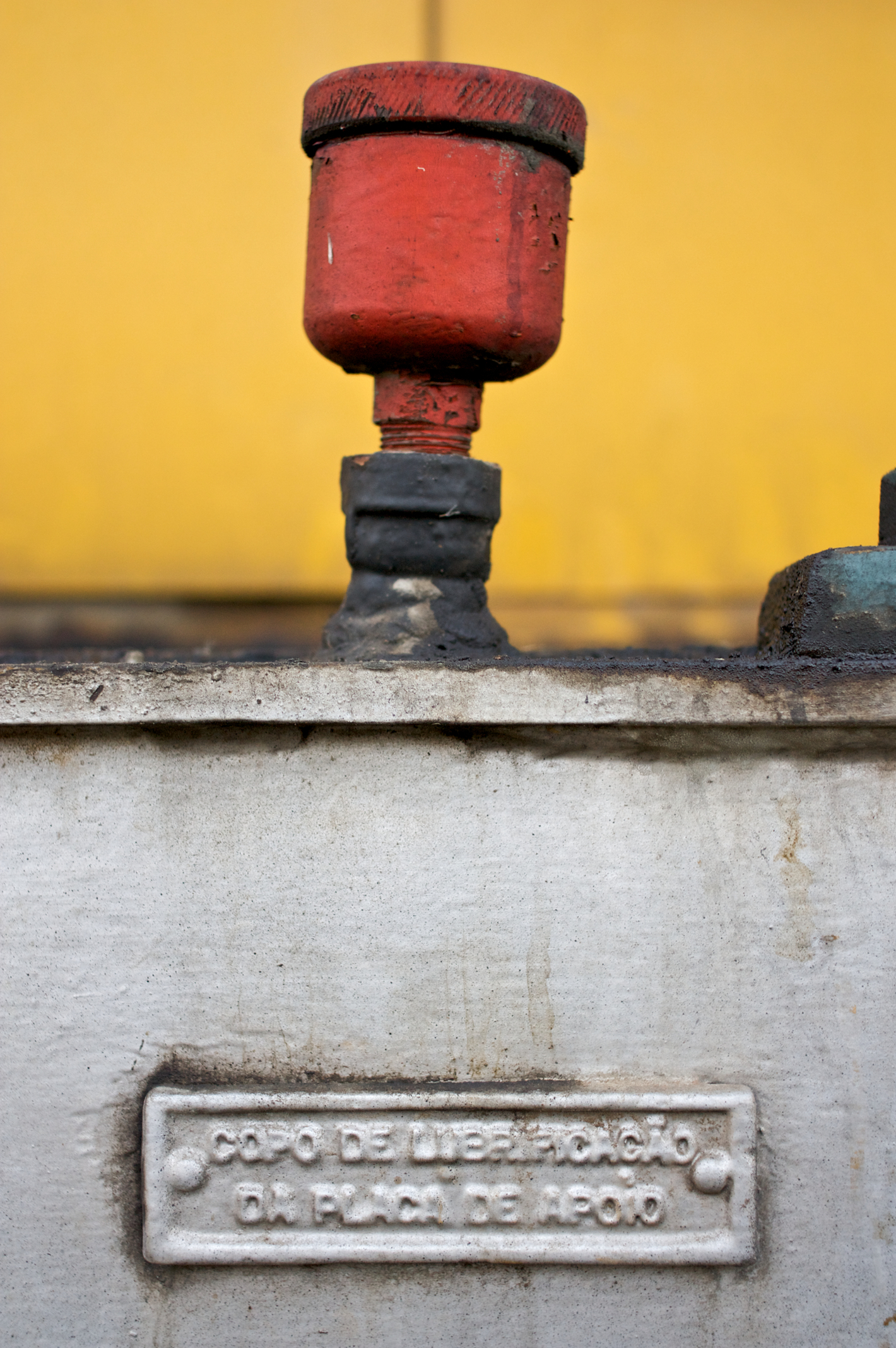
Pormenor do copo de lubrificação da placa de apoio, na Locomotiva 1511.

  - Fabricante: American Locomotive Company[4]
  - Ano de fabrico: 1948[4]
  - Ano de entrada ao serviço: 1948[6]
  - Tipo de tracção: Diesel-eléctrica[1]
  - Natureza do serviço: Linha[1]
  - Bitola de via: 1668 mm[6]
  - Nº de unidades construídas: 12 (1501-1512)[12]
- Características gerais
  - Tipo de locomotiva (construtor): RSC-2[4]
  - Potência nominal (rodas): 1730 Cv / 1237 kW[1]
  - Disposição dos rodados: A1A - A1A[6]
- Características de funcionamento
  - Velocidade máxima: 120 km/h[1]
- Motor diesel
  - Fabricante: American Locomotive Company[4]
  - Potência de utilização: 2185 Cv[6]
- Motor de tracção
  - Fabricante: General Electric[4]

## Lista de material

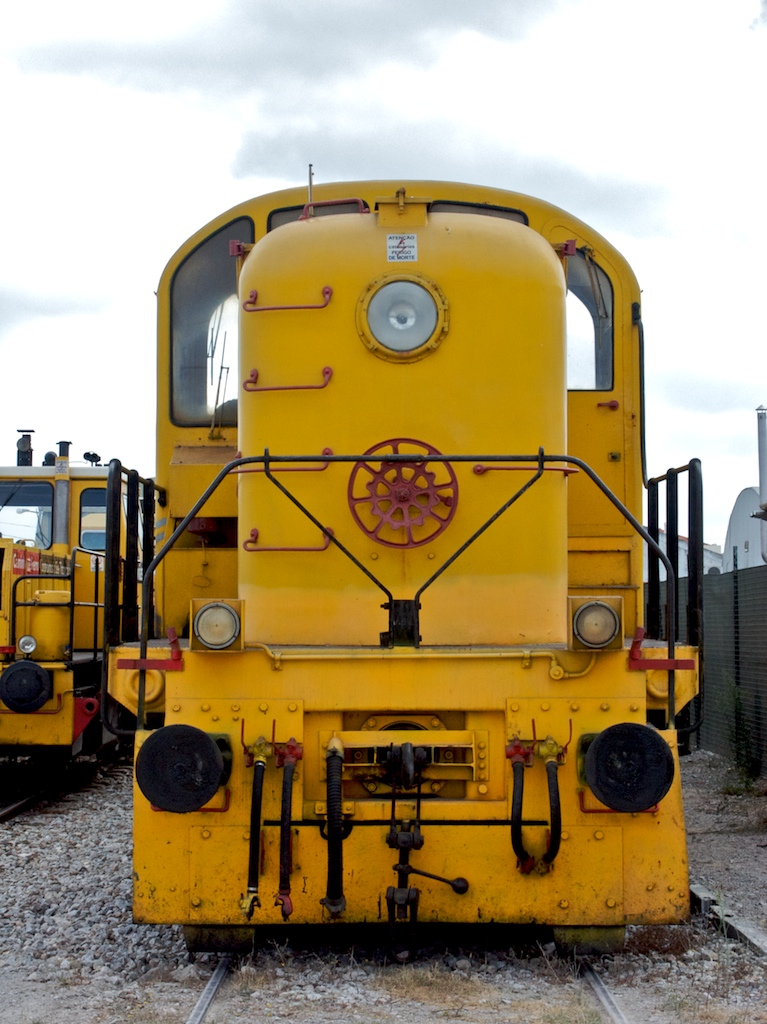
Frente da locomotiva MVLM 08 da empresa Ferrovias, (ex-1512 da companhia Comboios de Portugal).

| :  | qt. | estado                |
| -- | --- | --------------------- |
| ♦︎  | 2   | cedidas               |
| ⏩︎ | 2   | vendidas, em Portugal |
| ☒︎  | 1   | musealizada, estática |
| ⛛︎  | 1   | abatida               |
| ✖︎  | 6   | demolidas             |
| 12 | 12  | (total)               |

| №    | :  | a    | observações                                  |
| ---- | -- | ---- | -------------------------------------------- |
| 1501 | ☒︎  | 1998 | Exposta no Museu Nacional Ferroviário.       |
| 1502 | ♦︎  | 2001 | Alugada à Sacyr-Neopul.                      |
| 1503 | ✖︎  | 2001 | Abatida ao serviço.                          |
| 1504 | ✖︎  | 2001 | Abatida ao serviço.                          |
| 1505 | ⛛︎  | 2006 | Abatida ao serviço.                          |
| 1506 | ✖︎  | 2001 | Abatida ao serviço.                          |
| 1507 | ⏩︎ | 2001 | Vendida à Fergrupo.                          |
| 1508 | ✖︎  | 2001 | Abatida ao serviço.                          |
| 1509 | ✖︎  | 2001 | Abatida ao serviço.                          |
| 1510 | ✖︎  | 2006 | Abatida ao serviço.                          |
| 1511 | ♦︎  | 2001 | Alugada à Somafel.                           |
| 1512 | ⏩︎ | 2006 | Vendida à Mota-Engil Railway (ex. Ferrovias) |